# Síntesis de indoles de Gassman
La Síntesis de indoles de Gassman es un método de síntesis orgánica que consiste en la preparación de indoles sustituidos a partir de anilinas secundarias y metilsulfurocetonas en presencia de hipohalogenitos orgánicos.

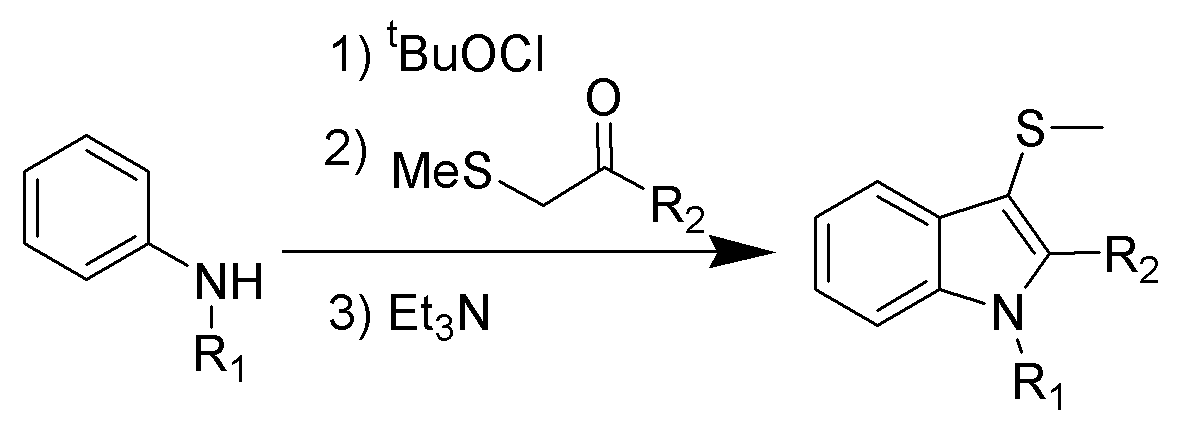
Síntesis de indoles de Gassman.

Se trata de una reacción química en donde no se realizan procedimientos de separación, es decir, todas las reacciones se llevan a cabo sobre la misma mezcla. El grupo R1 puede ser hidrógeno o alquilo, mientras que R2 funciona mejor con un sustituyente arilo, pero también puede ser alquilo. Las reacciones no proceden con anilinas ricas en electrones, tales como la 4-metoxianilina.
El grupo metilsulfuro de la posición 3 del indol formado a menudo se extrae utilizando níquel Raney para obtener el 3-H-indol.

## Mecanismo de reacción

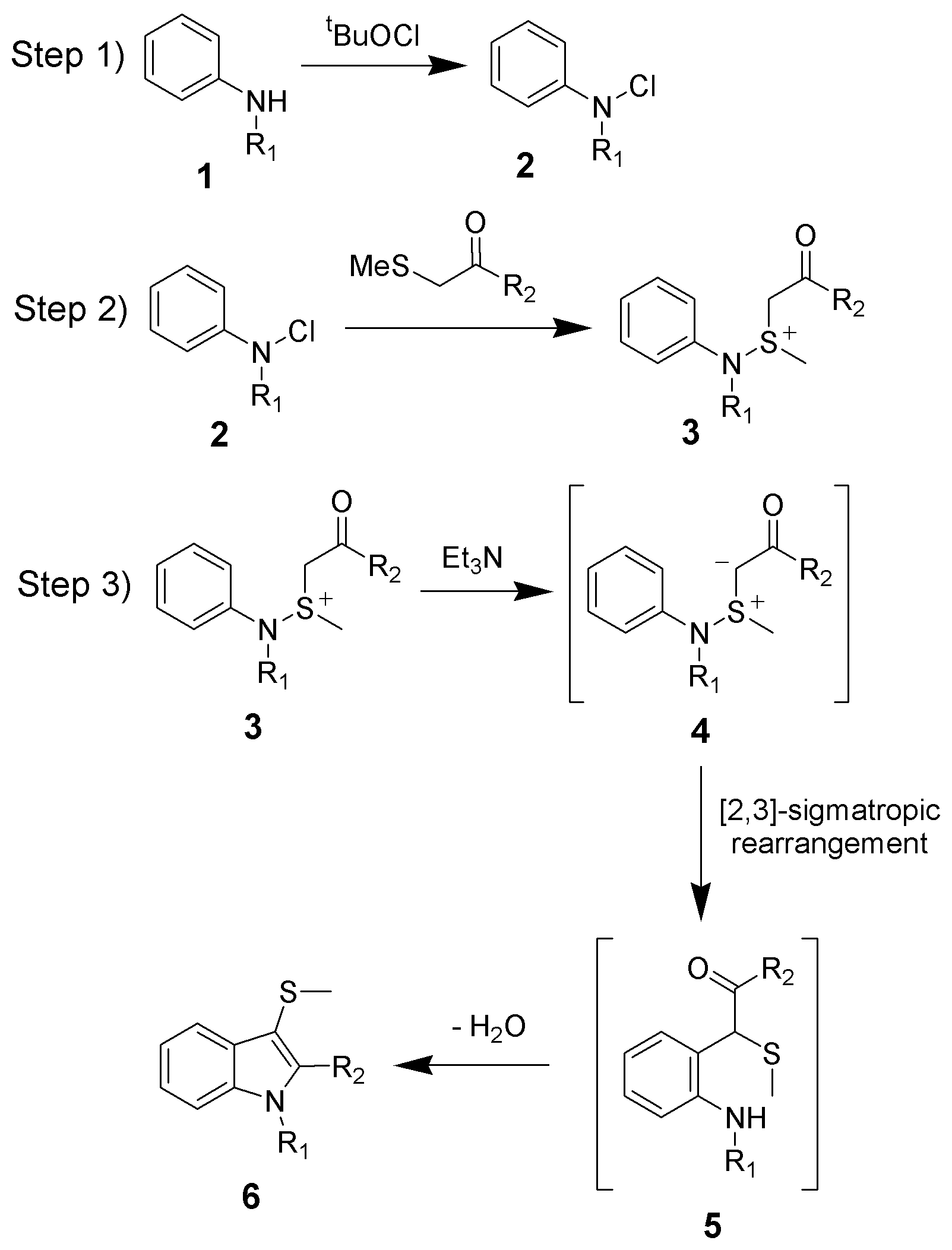
Mecanismo de reacción de Gassman.

La síntesis de indoles de Gassman se divide en cuatro reacciones.
- 1) Oxidación de la anilina 1 utilizando hipoclorito de ter-butilo (tBuOCl) para obtener la cloramina 2.
- 2) Adición de la cetona para dar el ion sulfonio 3, y se realiza normalmente a bajas temperaturas (-78 °C).
- 3) Adición de una base, que en este caso es trietilamina. Tras el calentamiento a la temperatura ambiente, la base desprotona el ion sulfonio para dar el iluro de sulfonio 4, que rápidamente se somete a una transposiciíon sigmatrópica [2,3] para dar la cetona 5.
- 4) Formación de la base de Schiff entre la cetona y la anilina, con su posterior tautomerización a enamina, la cual es favorecida por la ganancia de energía de resonancia del indol.